# おじいさんの電車
「おじいさんの電車」（おじいさんのでんしゃ）は、日本の楽曲である。作詞：山元清多、作曲：福田和禾子。

## 概要
早稲田停留場から三ノ輪橋停留場まで走る都電荒川線の電車運転士だった、おじいさんがしてくれる都電の話を聞くのが大好きな孫の男の子が抱く都電へのあこがれを題材にした楽曲。
1984年4月から同年5月まで、NHK『みんなのうた』で放送され、歌唱は藤田淑子が担当。
同番組のテレビ放送に使用されたアニメーションの映像は、月岡貞夫が製作を担当した。
また、2018年4月から5月にかけて同番組で34年ぶりの再放送が行われた。
『みんなのうた』のテレビ放送時に使用された映像と音源は、2004年と2011年にNHKエンタープライズより発売されたDVD『NHK みんなのうた 第8集』に収録されている。またキングレコード等から発売された同番組関連のコンピレーションアルバムにも藤田淑子による歌唱版が収録されているが、放送音源とはアレンジが異なる。
のちに、日本コロムビア制作のビデオソフト『歌の科学館シリーズ のりものの歌』に収録され、同シリーズでは山野さと子が歌唱を行った。同シリーズの映像には都電に限定せず実在の路面電車を撮影した映像が使用され、第1巻「でんしゃ・きかんしゃ」には都電6000形電車、第12巻「むかしの列車・いまの列車」、第15巻「おもしろいでんしゃいっぱい」には東急世田谷線や都電荒川線、JRなどの発売当時の新型車両の映像が使用された。